# Bowerbankia minutissima
Bowerbankia minutissima är en mossdjursart som beskrevs av Jullien 1888. Bowerbankia minutissima ingår i släktet Bowerbankia och familjen Vesiculariidae. Inga underarter finns listade i Catalogue of Life.